# Аббиатеграссо
Аббиатегра́ссо, также Аббьятеграссо (итал. Abbiategrasso) — город в Италии, в области Ломбардия, в провинции Милан, в 25 км к юго-западу от Милана. Население — 30,1 тыс. чел. (2006). Площадь — 47,05 кв. км.
Известен с римских времён. В 1167 году был завоёван императором Фридрихом I. 24 сентября 1313 года Маттео I Висконти разбил при Аббиатеграссо гвельфов. Среди достопримечательностей — замок XV века, базилика Санта-Мария-Нуово (1388).
Текстильная промышленность.
Среди уроженцев города — вратарь сборной Италии по футболу Кристиан Аббьяти.
Население составляет 31 073 человека (2008), плотность населения составляет 662 чел./км². Занимает площадь 47 км². Почтовый индекс — 20081. Телефонный код — 02.
Покровительницей коммуны почитается Пресвятая Богородица (итал. Beata Vergine Addolorata), празднование в третье воскресение октября.

## Демография
Динамика населения:

## Администрация коммуны
- Официальный сайт: http://www.comune.abbiategrasso.mi.it/